# Nicholas Latifi
Nicholas Latifi (Toronto, 1995. június 29. –) olasz-iráni-kanadai autóversenyző, 2020 és 2022 között a Williams Formula–1-es csapatának versenyzője.

## Magánélete
Michael Latifi milliárdos kanadai üzletember fia. Édesapja jelenleg a Sofina Foods, Inc. vezérigazgatója, és a Brit Virgin-szigetek Nidalai társaság tulajdonosa, továbbá 2018-ban tulajdonrészt vásárolt a McLaren Formula–1-es csapatából is. Édesanyja, aki olasz bevándorlók lánya, a Saputo sajtgyártó cég egyik alapítója.

## Pályafutása

### A kezdetek
2009 és 2012 között gokartozott. 2013-ra az Új-zélandi Toyota Racing Series-be szerződött a Gilles Motorsporthoz.

### Formula–3
2012-ben már az Olasz Formula–3-ban próbálta ki magát, ahol az év végén a 7. helyen végzett. 2013-ban már több Formula–3-as kategóriában is szerepelt, mindegyikben a Carlin csapatával.

### Formula Renault 3.5
2014-től 2015-ig szerepelt a Formula Renault 3.5-ben, először a Tech 1 Racing-nél, ahova a szezon végén került be és az év utolsó versenyén egy dobogót is szerzett. 2015-ben már az Arden Motorsport-nál teljes idényt futott és az év végén a 11. helyezést érte el csupán 55 pontot gyűjtve.

### GP2

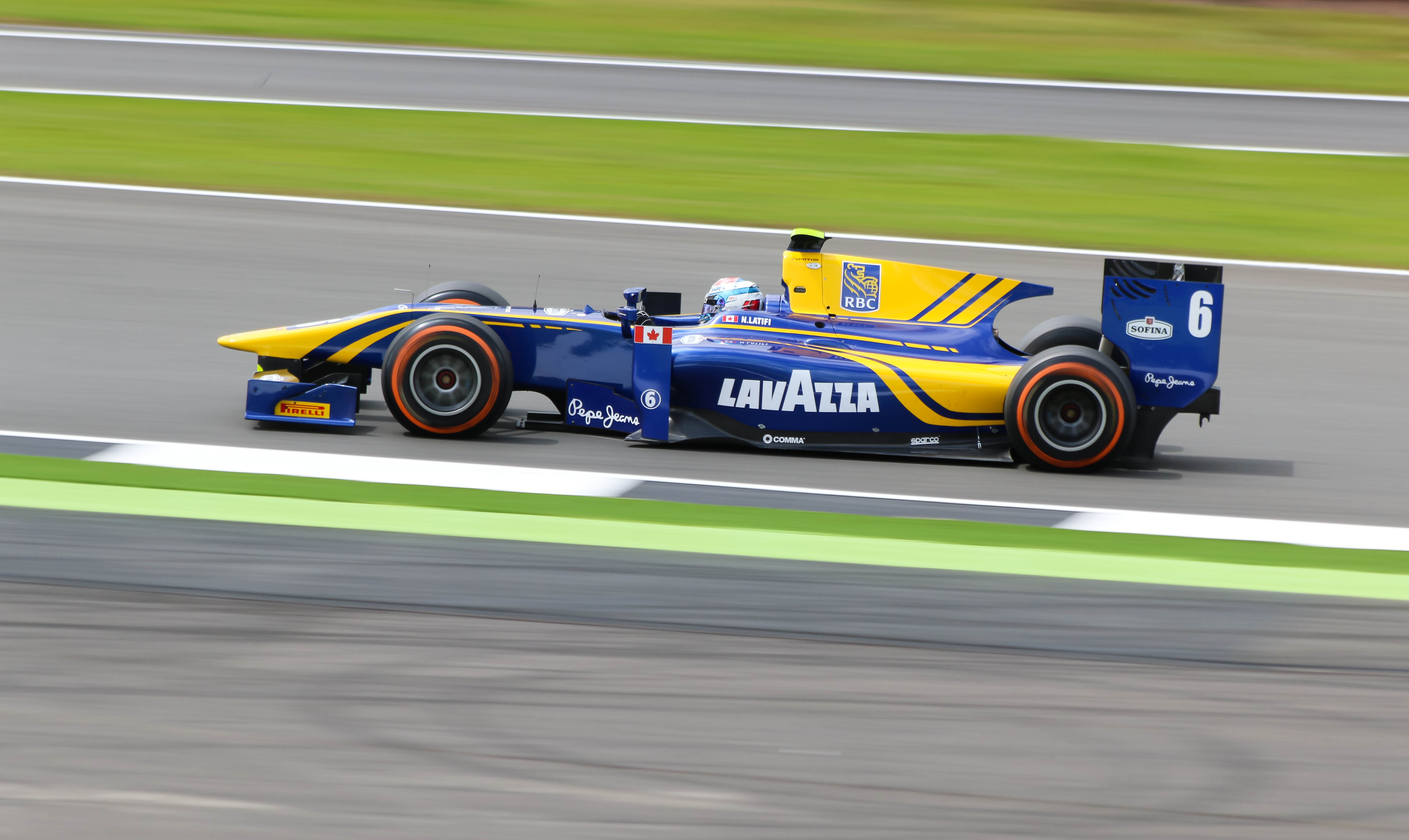
Latifi első győzelmét szerezte a 2016-os brit nagydíjon.

A Formula Renault mellett lehetőséget kapott a Formula–1 betétfutamait rendező GP2-ben is, ahol Hilmer Motorsport színeiben mutatkozott be a szezonzárón.
2015-ben az MP Motorsport-tal több versenyhétvégét is teljesített, majd 2016-ra teljes éves ülést kapott a DAMS csapatnál. Az idényt kiválóan kezdte meg, ugyanis a főfutamon már egy dobogós helyet, a sprintversenyen pedig pontot szerzett. Az év további részében, már csak 3 db pontot gyűjtött és 16. lett az összetett tabellán.

### Formula–2
2017-ben már az FIA Formula–2 bajnokság néven szereplő versenysorozat tagja maradt, szintén a DAMS-nál. Silvertone-ban a sprintversenyen megszerezte pályafutása első futamgyőzelmét, továbbá az idény során többször végzett dobogós helyeken is. Az idényt, pedig az 5. pozícióban zárta.
A 2017-es évhez képest gyengébb szereplést produkált 2018-ban és csupán háromszor állt fel a dobogóra. Összetettben a 9. lett 91 egységgel.
2019-re az új csapattársa a Carlin-tól érkező, brazil Sérgio Sette Câmara lett. Bahrein-ben kiválóan startolt és az első futamot megnyerte, míg a másodikon a harmadik helyen futott be. Sokáig versenyben volt a bajnoki címért, azonban Szocsiban Nyck de Vries behozhatatlan előnyre tett szert vele szemben. A szezon végén 2. lett 214 ponttal.

### Formula–1
2016-ban csatlakozott a gyári Renault istállóhoz teszt- és fejlesztőversenyzőként, de szabadedzéseken nem ültették be. A 2018-as szezonban csatlakozott a Force Indiához. Az év öt versenyhétvége első szabadedzésén vezethette is a csapat autóit. 2019-re átszerződött a Williamshez. Kanadában, Franciaországban és Belgiumban vezethette a csapat autóját a pénteki első szabadedzésen, majd a Williams októberben bejelentette, hogy az év utolsó négy versenyéből hármon ő kap lehetőséget a pénteki napon Robert Kubica helyén, szintén az első szabadedzéseken. A szezon során hat pénteki szabadedzésen vezethette az istálló autóját, majd az idényzáró abu-dzabi nagydíj előtt a Williams bejelentette, hogy a 2020-as szezontól Latifi lesz George Russell csapattára, átvéve Robert Kubica helyét. A 2022-es Magyar Nagydíj 3. szabadedzésének a győztese.

## Eredményei

### Karrier összefoglaló
| Szezon | Bajnokság                    | Csapat                 | Versenyek   | Győzelmek   | Első-rajtkocka | Leggyorsabb kör | Dobogós helyezések | Pont        | Helyezés    |
| ------ | ---------------------------- | ---------------------- | ----------- | ----------- | -------------- | --------------- | ------------------ | ----------- | ----------- |
| 2012   | Olasz Formula–3-as bajnokság | BVM                    | 24          | 1           | 0              | 2               | 4                  | 117         | 7.          |
| 2012   | Nemzetközi Michelin kupa     | Rehagen Racing         | 1           | 0           | 0              | 0               | 0                  | 2           | 84.         |
| 2013   | Formula–3 Európa-bajnokság   | Carlin                 | 30          | 0           | 0              | 0               | 0                  | 45          | 15.         |
| 2013   | Masters of Formula–3         | Carlin                 | 1           | 0           | 0              | 0               | 0                  | 0           | 7.          |
| 2013   | Brit Formula–3-as bajnokság  | Carlin                 | 11          | 0           | 2              | 1               | 1                  | 97          | 5.          |
| 2013   | Toyota Racing Series         | Giles Motorsport       | 15          | 0           | 0              | 0               | 0                  | 503         | 9.          |
| 2014   | Formula–3 Európa-bajnokság   | Prema Powerteam        | 30          | 0           | 0              | 0               | 1                  | 128         | 10.         |
| 2014   | Formula Renault 3.5 Series   | Tech 1 Racing          | 6           | 0           | 0              | 0               | 1                  | 20          | 20.         |
| 2014   | GP2                          | Hilmer Motorsport      | 2           | 0           | 0              | 0               | 0                  | 0           | 32.         |
| 2014   | Brit Porsche Carrera kupa    | Redline Racing         | 2           | 0           | 0              | 0               | 0                  | 14          | 23.         |
| 2015   | Formula Renault 3.5 Series   | Arden Motorsport       | 17          | 0           | 0              | 1               | 0                  | 55          | 11.         |
| 2015   | GP2                          | MP Motorsport          | 8           | 0           | 0              | 0               | 0                  | 0           | 27.         |
| 2015   | Brit Porsche Carrera kupa    | Samsung SUHD TV Racing | 8           | 0           | 0              | 0               | 1                  | 72          | 11.         |
| 2016   | GP2                          | DAMS                   | 22          | 0           | 0              | 0               | 1                  | 23          | 16.         |
| 2016   | Formula–1                    | Renault Sport F1 Team  | Tesztpilóta | Tesztpilóta | Tesztpilóta    | Tesztpilóta     | Tesztpilóta        | Tesztpilóta | Tesztpilóta |
| 2017   | Formula–2                    | DAMS                   | 21          | 1           | 0              | 4               | 9                  | 178         | 5.          |
| 2017   | Formula–1                    | Renault Sport F1 Team  | Tesztpilóta | Tesztpilóta | Tesztpilóta    | Tesztpilóta     | Tesztpilóta        | Tesztpilóta | Tesztpilóta |
| 2018   | Formula–2                    | DAMS                   | 24          | 1           | 0              | 2               | 3                  | 91          | 9.          |
| 2018   | Formula–1                    | Force India            | Tesztpilóta | Tesztpilóta | Tesztpilóta    | Tesztpilóta     | Tesztpilóta        | Tesztpilóta | Tesztpilóta |
| 2018   | Formula–1                    | Racing Point F1 Team   | Tesztpilóta | Tesztpilóta | Tesztpilóta    | Tesztpilóta     | Tesztpilóta        | Tesztpilóta | Tesztpilóta |
| 2019   | Formula–2                    | DAMS                   | 22          | 4           | 0              | 4               | 8                  | 214         | 2.          |
| 2019   | Formula–1                    | Williams               | Tesztpilóta | Tesztpilóta | Tesztpilóta    | Tesztpilóta     | Tesztpilóta        | Tesztpilóta | Tesztpilóta |

* A szezon jelenleg zajlik.
‡ Mivel vendégpilóta volt, ezért nem részesült pontokban.

### Teljes Formula–3 Európa-bajnokság eredménysorozata
(Táblázat értelmezése)

(Félkövér: pole-pozícióból indult; dőlt: leggyorsabb kört futott) 

| Év   | Csapat          | 1        | 2        | 3        | 4        | 5        | 6        | 7        | 8         | 9        | 10       | 11       | 12       | 13       | 14       | 15      | 16       | 17       | 18       | 19       | 20       | 21        | 22       | 23       | 24       | 25       | 26       | 27       | 28       | 29       | 30       | 31    | 32    | 33    | Helyezés | Pont |
| ---- | --------------- | -------- | -------- | -------- | -------- | -------- | -------- | -------- | --------- | -------- | -------- | -------- | -------- | -------- | -------- | ------- | -------- | -------- | -------- | -------- | -------- | --------- | -------- | -------- | -------- | -------- | -------- | -------- | -------- | -------- | -------- | ----- | ----- | ----- | -------- | ---- |
| 2013 | Carlin          | MNZ 1 15 | MNZ 2 16 | MNZ 3 Ki | SIL 1 5  | SIL 2 Ki | SIL 3 10 | HOC 1 23 | HOC 2 22  | HOC 3 15 | BRH 1 Ki | BRH 2 27 | BRH 3 7  | RBR 1 5  | RBR 2 Ki | RBR 3 7 | NOR 1 Ki | NOR 2 19 | NOR 3 Ki | NÜR 1 19 | NÜR 2 17 | NÜR 3 21  | ZAN 1 8  | ZAN 2 11 | ZAN 3 Ki | VAL 1 17 | VAL 2 11 | VAL 3 Ki | HOC 1 12 | HOC 2 13 | HOC 3 Ki |       |       |       | 15.      | 45   |
| 2014 | Prema Powerteam | SIL 1 6  | SIL 2    | SIL 3 4  | HOC 1 Ki | HOC 2 6  | HOC 3 Ki | PAU 1 Ki | PAU 2 17† | PAU 3 Ki | HUN 1 22 | HUN 2 9  | HUN 3 10 | SPA 1 13 | SPA 2 7  | SPA 3 5 | NOR 1 4  | NOR 2 8  | NOR 3 Ki | MSC 1 7  | MSC 2 8  | MSC 3 17† | RBR 1 Ki | RBR 2 8  | RBR 3 4  | NÜR 1 13 | NÜR 2 10 | NÜR 3 Ki | IMO 1 Ki | IMO 2 6  | IMO 3 4  | HOC 1 | HOC 2 | HOC 3 | 10.      | 128  |

### Teljes Formula Renault 3.5 Series eredménylistája
(Félkövér: pole-pozíció, dőlt: leggyorsabb kör, a színkódokról részletes információ itt található)
| Év   | Csapat           | 1       | 2        | 3        | 4       | 5        | 6        | 7        | 8       | 9        | 10      | 11      | 12       | 13       | 14       | 15      | 16       | 17       | Helyezés | Pont |
| ---- | ---------------- | ------- | -------- | -------- | ------- | -------- | -------- | -------- | ------- | -------- | ------- | ------- | -------- | -------- | -------- | ------- | -------- | -------- | -------- | ---- |
| 2014 | Tech 1 Racing    | ITA 1   | ITA 2    | ESP 1    | ESP 2   | MON 1    | BEL 1    | BEL 2    | RUS 1   | RUS 2    | GER 1   | GER 2   | HUN 1 Ki | HUN 2 18 | FRA 1 16 | FRA 2 9 | JER 1 16 | JER 2    | 20.      | 20   |
| 2015 | Arden Motorsport | ESP 1 8 | ESP 2 14 | MON 1 Ki | BEL 1 4 | BEL 2 13 | HUN 1 Ki | HUN 2 17 | AUT 1 4 | AUT 2 Ki | GBR 1 8 | GBR 2 5 | GER 1 Ki | GER 2 Ki | FRA 1 Ki | FRA 2 7 | JER 1 7  | JER 2 10 | 11.      | 55   |

### Teljes GP2-es eredménylistája
(Félkövér: pole-pozíció, dőlt: leggyorsabb kör, a színkódokról részletes információ itt található)
| Év   | Csapat            | 1         | 2         | 3          | 4          | 5          | 6          | 7          | 8          | 9          | 10         | 11         | 12         | 13         | 14         | 15         | 16        | 17         | 18         | 19         | 20         | 21         | 22         | Helyezés | Pont |
| ---- | ----------------- | --------- | --------- | ---------- | ---------- | ---------- | ---------- | ---------- | ---------- | ---------- | ---------- | ---------- | ---------- | ---------- | ---------- | ---------- | --------- | ---------- | ---------- | ---------- | ---------- | ---------- | ---------- | -------- | ---- |
| 2014 | Hilmer Motorsport | BHR FEA   | BHR SPR   | ESP FEA    | ESP SPR    | MON FEA    | MON SPR    | AUT FEA    | AUT SPR    | GBR FEA    | GBR SPR    | GER FEA    | GER SPR    | HUN FEA    | HUN SPR    | BEL FEA    | BEL SPR   | ITA FEA    | ITA SPR    | RUS FEA    | RUS SPR    | UAE FEA 22 | UAE SPR 17 | 32.      | 0    |
| 2015 | MP Motorsport     | BHR FEA   | BHR SPR   | ESP FEA    | ESP SPR    | MON FEA    | MON SPR    | AUT FEA    | AUT SPR    | GBR FEA    | GBR SPR    | HUN FEA 15 | HUN SPR 14 | BEL FEA    | BEL SPR    | ITA FEA    | ITA SPR   | RUS FEA 18 | RUS SPR 14 | BHR FEA 15 | BHR SPR 11 | UAE FEA Ki | UAE SPR T  | 27.      | 0    |
| 2016 | DAMS              | ESP FEA 2 | ESP SPR 7 | MON FEA Ki | MON SPR Ki | EUR FEA Ki | EUR SPR 13 | AUT FEA 10 | AUT SPR Ki | GBR FEA 11 | GBR SPR 10 | HUN FEA 16 | HUN SPR 12 | GER FEA 14 | GER SPR 17 | BEL FEA 13 | BEL SPR 9 | ITA FEA 16 | ITA SPR 15 | MAL FEA 14 | MAL SPR 10 | UAE FEA 9  | UAE SPR 12 | 16.      | 23   |

### Teljes FIA Formula–2-es eredménysorozata
(Táblázat értelmezése)

(Félkövér: pole-pozícióból indult; dőlt: leggyorsabb kört futott) 

| Év   | Csapat | 1          | 2          | 3         | 4         | 5          | 6          | 7          | 8          | 9         | 10        | 11         | 12        | 13         | 14         | 15         | 16         | 17        | 18         | 19         | 20         | 21        | 22         | 23         | 24         | Helyezés | Pont |
| ---- | ------ | ---------- | ---------- | --------- | --------- | ---------- | ---------- | ---------- | ---------- | --------- | --------- | ---------- | --------- | ---------- | ---------- | ---------- | ---------- | --------- | ---------- | ---------- | ---------- | --------- | ---------- | ---------- | ---------- | -------- | ---- |
| 2017 | DAMS   | BHR FEA 11 | BHR SPR 4  | ESP FEA 6 | ESP SPR 3 | MON FEA Ki | MON SPR 13 | AZE FEA 3  | AZE SPR 3  | AUT FEA 2 | AUT SPR 8 | GBR FEA 8  | GBR SPR 1 | HUN FEA 2  | HUN SPR 6  | BEL FEA Ni | BEL SPR 9  | ITA FEA 3 | ITA SPR 16 | JER FEA 4  | JER SPR 2  | UAE FEA 5 | UAE SPR 3  |            |            | 5.       | 178  |
| 2018 | DAMS   | BHR FEA 11 | BHR SPR 10 | AZE FEA 5 | AZE SPR 3 | ESP FEA 14 | ESP SPR 8  | MON FEA 9  | MON SPR 8  | FRA FEA 7 | FRA SPR 8 | AUT FEA 11 | AUT SPR 8 | GBR FEA 17 | GBR SPR 17 | HUN FEA Ki | HUN SPR 16 | BEL FEA 7 | BEL SPR 1  | ITA FEA 5  | ITA SPR 4  | RUS FEA 2 | RUS SPR Ki | UAE FEA Ki | UAE FEA 15 | 9.       | 91   |
| 2019 | DAMS   | BHR FEA 1  | BHR SPR 3  | AZE FEA 4 | AZE SPR 1 | ESP FEA 1  | ESP SPR 6  | MON FEA 12 | MON SPR 10 | FRA FEA 5 | FRA SPR 6 | AUT FEA 9  | AUT SPR 6 | GBR FEA 2  | GBR SPR 5  | HUN FEA 1  | HUN SPR 7  | BEL FEA T | BEL SPR T  | ITA FEA 13 | ITA SPR 10 | RUS FEA 2 | RUS SPR 4  | UAE FEA 7  | UAE SPR 2  | 2.       | 214  |

† A versenyt nem fejezte be, de helyezését értékelték, mert a versenytáv több, mint 90%-át teljesítette.

### Teljes Formula–1-es eredménysorozata
(Táblázat értelmezése)

(Félkövér: pole-pozícióból indult; dőlt: leggyorsabb kört futott) 

| Év   | Csapat      | 1       | 2      | 3      | 4      | 5      | 6      | 7      | 8      | 9      | 10     | 11     | 12     | 13     | 14     | 15     | 16     | 17     | 18     | 19     | 20     | 21     | 22      | Helyezés | Pont |
| ---- | ----------- | ------- | ------ | ------ | ------ | ------ | ------ | ------ | ------ | ------ | ------ | ------ | ------ | ------ | ------ | ------ | ------ | ------ | ------ | ------ | ------ | ------ | ------- | -------- | ---- |
| 2018 | Force India | AUS     | BHR    | CHN    | AZE    | ESP    | MON    | CAN Tp | FRA    | AUT    | GBR    | GER Tp | HUN    | BEL    | ITA    | SIN    | RUS Tp | JPN    | USA    | MEX Tp | BRA Tp | UAE    |         | —        | —    |
| 2019 | Williams    | AUS     | BHR    | CHN    | AZE    | ESP    | MON    | CAN Tp | FRA Tp | AUT    | GBR    | GER    | HUN    | BEL Tp | ITA    | SIN    | RUS    | JPN    | MEX Tp | USA Tp | BRA Tp | UAE    |         | —        | —    |
| 2020 | Williams    | AUT 11  | STY 17 | HUN 19 | GBR 15 | 70 19  | ESP 18 | BEL 16 | ITA 11 | TOS Ki | RUS 16 | EIF 14 | POR 18 | EMI 11 | TUR Ki | BHR 14 | SAK Ki | UAE 17 |        |        |        |        |         | 21.      | 0    |
| 2021 | Williams    | BHR 18† | EMI Ki | POR 18 | ESP 16 | MON 15 | AZE 16 | FRA 18 | STY 17 | AUT 16 | GBR 14 | HUN 7  | BEL 9‡ | NED 16 | ITA 11 | RUS Ki | TUR 17 | USA 15 | MEX 17 | BRA 16 | QAT Ki | SAU 12 | UAE Ki  | 17.      | 7    |
| 2022 | Williams    | BHR 16  | KSA Ki | AUS 16 | EMI 16 | MIA 14 | ESP 16 | MON 15 | AZE 15 | CAN 16 | GBR 12 | AUT Ki | FRA Ki | HUN 18 | BEL 18 | NED 18 | ITA 15 | SIN Ki | JPN 9  | USA 17 | MXC 18 | SAP 16 | UAE 19† | 20.      | 2    |

* A szezon jelenleg is zajlik.
† A versenyt nem fejezte be, de helyezését értékelték, mert a versenytáv több, mint 90%-át teljesítette.

## Fordítás
- Ez a szócikk részben vagy egészben  a   Nicholas Latifi című angol Wikipédia-szócikk fordításán alapul.  Az eredeti cikk szerkesztőit annak laptörténete sorolja fel. Ez a jelzés csupán a megfogalmazás eredetét és a szerzői jogokat jelzi, nem szolgál a cikkben szereplő információk forrásmegjelöléseként.